# Anhumas (kommun)
Anhumas är en kommun i Brasilien.   Den ligger i delstaten São Paulo, i den södra delen av landet, 800 km sydväst om huvudstaden Brasília. Antalet invånare är 3 738.
Följande samhällen finns i Anhumas:
- Anhumas

Trakten runt Anhumas består i huvudsak av gräsmarker. Runt Anhumas är det glesbefolkat, med 9 invånare per kvadratkilometer.